# 大阪学院大学生反社会的勢力詐欺事件
大阪学院大学生反社会的勢力詐欺事件（おおさかがくいんだいがくせいはんしゃかいてきせいりょくさぎじけん）は、日本で起きた組織的に行われていた詐欺事件。

## 概要
大阪のミナミで、大阪学院大学に在学する大学生をリーダーとして活動する反社会的勢力のグループが存在していた。2019年11月29日にこのグループのリーダーであった大学生が、高齢者からキャッシュカードを盗み、不正に現金を引き出していたとして、大阪府警察に窃盗の疑いで逮捕された。警察官を装って高齢者に電話をかけて、キャッシュカードが古くなっているので新しいカードに交換した方が良いと言って偽のカードとすり替えて、こうして不正に得たカードで現金を引き出すということをしていた。この件の他にこの大学生は不正に現金を受け取る受け子を手配するということも行っていた。2019年に大阪府警察は大阪の繁華街を中心に活動する反社会的勢力に対する捜査体制を強化させており、このことによりこの大学生は逮捕されていた。
この逮捕された大学生がリーダーであったグループというのは、この他にも違法行為を行ってきて逮捕者を出してきた。2019年11月13日には、風俗営業等の規制及び業務の適正化等に関する法律と労働基準法に違反の容疑で大阪府警察に逮捕された。大阪府中央区の雑居ビルでガールズバーを経営しており、ここで16歳から17歳の少女を深夜まで働かせるということを行っていた。2020年2月4日に京都府警察は、傷害と暴力行為等処罰法違反の疑いでメンバーを逮捕した。逮捕容疑はメンバーが2019年9月23日に京都市中京区のクラブで女性客に声をかけたのだが、この声をかけられた女性の知人の男性に制止されていた。そうすればこの声をかけた人は激高して制止した人を脅迫して、店の前の路上で顔や頭を殴るなどをして急性硬膜下血腫や脳挫傷などの怪我をさせ、一時意識不明の重態にしていた。